# アメリカ体操連盟性的虐待事件
アメリカ体操連盟性的虐待事件（アメリカたいそうれんめいせいてきぎゃくたいじけん）では、事件当時アメリカ体操代表チームのドクター・オブ・オステオパシー（整体を専門に取り扱う医師。参考：オステオパシー）だった米体操協会のラリー・ナサールが行った、主に未成年の女性選手らに対する性的暴行事件について述べる。

## 概要
米体操協会の元ドクター・オブ・オステオパシーのラリー・ナサールが、医療行為であると偽り選手たちに性的暴行を行い、被害を受けたと主張する選手らから、彼に対する何百件もの訴訟が起こされた。
最初の訴訟は2016年10月に起こされてから後、ジェイミー・ダンツスチャー、ジャネット・アントリン、マッケイラ・マロニー、アリー・レイズマン、マギー・ニコルズ、ギャビー・ダグラス、シモーネ・バイルズ、ジョーディン・ウィーバーといったアメリカ体操女子代表選手らを含む140人以上の女性がナサールから性的虐待を受けた経験があると述べている。
2017年7月にはナサールは児童ポルノ法違反について罪状を認め、60年の禁固刑を宣告された。2017年11月22日にはナサールは7件の第一級性的暴行を認め、別の3件の性的暴行については1週間後に有罪答弁が行われた。これはスポーツの歴史における最大級の性的暴行事件である。
2024年4月23日、アメリカ司法省は、アメリカ連邦捜査局がこの性的虐待事件の捜査の初期対応を怠ったことを認め、被害者100人以上との間で1億3870万ドルの和解に合意した。

## 犯人の経歴
1963年誕生。1978年、兄がアスレティックトレーナーとして働いている北ファーミントン高校に入学した彼は兄から推薦を受け、同高校の女子体操チームの学生アスレティックトレーナーとして働き始める。 1981年、同高校を卒業。
キネシオロジーを学ぶためミシガン州立大学へと進学し、1985年学士号を取得。在学中には同大学のサッカーと陸上競技のチームで働いていた。
1986年、アメリカ体操代表チームのアスレティックトレーナーとして働き始める。
1993年、ミシガン州立大学のオステオパシー医学科で博士号を取得。セントローレンス病院の地域医療科で研修医として実務訓練を積む。1996年10月19日結婚し、イーストランシングの聖ヨハネカトリック教会で挙式。妻との間には一男二女を儲ける。1997年、スポーツ医学のフェローを修了した後、ミシガン州立大学オステオパシー医療カレッジの地域医療科のアシスタントプロフェッサーとして勤務し、10万ドルの年収を得ていた。
1996年から2014年の間、ナサールはアメリカ体操連盟代表チームの医療コーディネーターだった。逮捕時には彼はミシガンのホルトに居を構えていた。
2023年、刑務所において胸を6回、背中を2回、首を2回刺された。

## 性的虐待に対する申し立て
ナサールはオステオパシック・フィジシャンの有資格者であり、アメリカ体操連盟の代表チームのスポーツ医でもあった。ナサールはまた自身が教職員を勤めるミシガン州立大学においてクリニックを運営していた。2015年アメリカ体操連盟は「選手たちの不安を(連盟が)聞き知ったため」との理由でナサールを解雇した。
2016年9月、インディアナポリス・スター紙が2人の元体操選手がナサールから性的暴行を受けたと申し立てている事を報じた。これに続き、ミシガン州立大学はナサールを配置換えして治療室と教務から引き離し、さらに同月中に解雇処分を下した。これを皮切りに、150人以上の人々がナサールから性的暴行を受けたと申し立てた。彼女らの申し立てによればナサールは診察中に性的暴行を行っており、こうした「診療」は、指を女性器や肛門に挿入することから胸部や性器に対する前戯にまで及んだ。ナサールは当初、自身は正当な医療行為を行っていると主張し、申し立てを否認していた。2017年2月、ジャネット・アントリン、ジェシカ・ハワード、ジェイミー・ダンツスチャーの3人の元体操選手がドキュメンタリー番組『60 Minutes』のインタビューに答え、ナサールから性的暴行を受けたと主張した。彼女らはまた、著名なコーチであるカーロイ・ベーラとカーロイ・マールタ夫妻が運営するテキサス州ハンツビルのカーロイ・ランチにおいて行われた代表チームの強化合宿では「心理的虐待組織」が存在し、この組織のためにナサールは容易に選手を利用することができ、また選手は恐怖から性的被害を口外できなくなっているとも主張した。警察に被害を届け出て自身の経験を公にした最初の人物であるレイチェル・デンホランダーが2017年5月法廷で陳述したところによると、2000年彼女は5回の診療において暴行を受けたが、当時彼女は15歳であった。
オリンピック銅メダリストのターシャ・シュウィカートと、その妹のジョーダン・シュウィカートもまた、カーロイ・ランチの苛酷な環境とそれをナサールがいかに利用したかについて語っている。親の立ち入りは禁止され、選手はコーチから否定され暴言を浴びせられて、弱音を吐くこともできないような状況で、ナサールは尊敬される医師として、また友達のような存在として選手たちから信頼を得ていた。また日頃から練習に明け暮れる選手たちは世間知らずで性虐待についての知識もなく、ターシャ自身、10年以上経って事件が公になってから自分は被害者だったと気づいたという。さらに従順な選手であることを求めていたアメリカ体操連盟も批判している。
オリンピック金メダリストのマッケイラ・マロニーはツイッターでハッシュタグ「＃MeToo」を使い、彼女は13歳の頃からナサールによる性的虐待を受けており、これは2016年彼女が現役を引退するまで繰り返されたと主張した。 マロニーはナサール、ミシガン州立大学、アメリカオリンピック委員会、アメリカ体操連盟を告訴した。訴訟ではアメリカ体操連盟はマロニーと125万ドルで秘密保持契約を結ぶことでこの性的暴行を隠蔽しようとしたとする主張がなされた。
『60 Minutes』のインタビューの中で、オリンピック金メダリストのアリー・レイズマンもまたナサールから性的虐待を受けたと主張している。レイズマンによれば、ナサールは彼女が15歳の時に性的虐待を行っていた。同じくオリンピック金メダリストであるギャビー・ダグラスはレイズマンに対し、「どうあれ、落ち着いた装いをするのは私たち女性の側の責任である。挑発的な、あるいは開放的な服装は悪い連中を引き寄せる」とツイートしたため、オリンピック代表チームのチームメイトであるシモーネ・バイルズらから批判を浴びた。後にダグラスはこのツイートについて謝罪し、ダグラス自身もナサールから性的暴行を受けた経験を持つ被害者であると述べた。
かつてのオリンピック代表チームのメンバーであったマギー・ニコルズは彼女はナサールに虐待されたと訴え、彼がフェイスブックを通じて彼女と交流し、事あるごとに外見を褒めることでいかに彼女をグルーミングしたかを記した文章をまとめた。またナサールを最初にアメリカ体操連盟に通報したのは、ニコルズが他の選手にナサールの行動について話しているのをふと耳にした彼女のコーチであるSarah Jantziであったことも報じられた。このすぐ後にシモーネ・バイルズが、彼女もナサールに性的虐待を受けたと名乗り出た。オリンピック金メダリストであるジョーディン・ウィーバーもまた、ナサールの量刑手続きの場で、彼女がアメリカ体操連盟に所属していた間ナサールから性的虐待を受けていたとの陳述を行った

## 反応と影響

### アメリカ体操連盟
アメリカ体操連盟によると、首脳陣がナサールに関する懸念を選手から聞き知ったのは2015年の6月のことである。調査の結果、2015年7月ナサールは解雇処分を受け、FBIに通報された。アメリカ体操連盟の代表スティーブ・ペニーの過失に対する批判が高まり、2017年5月に解任を求める声を受け辞任した。
事件に応答し、アメリカ体操連盟は同組織の方針や慣行を批判する目的で雇用した調査員による2017年6月の報告書に基づき、改革に着手した。一例として、アメリカ体操連盟のメンバーは、性的不品行の疑惑は全て、司法当局とUS Center for SafeSportへの報告が求められるようになった。
ナサールによる性的暴行の申し立ての取り扱いに関し、体操連盟は批判を浴びてきた。インディアナポリス・スターが報告した2016年の調査によれば、アメリカ体操連盟の首脳陣がコーチによる性的暴行の申し立てを却下し、関係当局への通報を怠るのは日常的なことであった。アメリカ合衆国上院議員らは、2015年にナサールの性的暴行への申し立てを体操連盟が初めて知ってからナサールを当局へと通報するまでに5週間経過したことに対し、体操連盟の指導能力を批判した。2017年に若いスポーツ選手を性的暴行から守るための公聴会は開かれたが、アメリカ体操連盟は出席せず、ニューヨークタイムズのジュリエット・マツーラはこれを批判し、連盟が事件における自身の役割について未だ謝罪していないことに特に言及した。2回のオリンピック出場経験を持つアリー・レイズマンもアメリカ体操連盟の事件への対応に批判的であり、連盟の元代表であるペニーが受け取った100万ドルと報道される退職金があれば被害を受けた選手を援助するための計画を作成できたであろうに、と述べている。
性的暴行事件の渦中で、アメリカ体操連盟はP&G、ケロッグ、アンダーアーマー、ザ・ハーシー・カンパニー、AT&Tなど幾つかの大きな協賛企業を失った。
2018年1月18日、アメリカ体操女子代表チームの元ナショナルトレーニングセンターであり、ナサールが多くの選手に性的暴行を行った現場でもあるカーロイ・ランチに対し、アメリカ体操連盟は公式に提携を打ち切り、同施設は1月25日、施設の永久閉鎖を発表した
。
2018年1月22日には体操連盟の理事会から3名の理事が辞任した。2018年1月24日のナサールの量刑手続きに引き続き、アメリカオリンピック委員会は、体操連盟の残りの理事に対し辞任を要求し、この要求に応じない場合には理事会の解体措置を取るとする公開書簡を公表した。委員会はまた、事件に関して第三者による調査を開始したとも発表した。

### ミシガン州立大学
ミシガン州立大学によれば、大学がナサールに対する苦情を最初に受理したのは2014年のことであった。調査が行われたが方針違反は見当たらず、治療行為におけるいくつかの制限について合意することで患者への治療を続けることが認められた。
2016年9月、インディアナポリス・スターによってナサールへの申し立てが報道された後、2014年に成された合意の違反を理由にナサールはミシガン州立大学を解雇された。
ナサールから性的虐待を受けたとする、近隣及びミシガン州立大学の選手144名が大学に対し訴訟を起こした。2017年2月13日、ミシガン州立大学の元体操コーチのキャシー・クラーゲスはナサールの性的虐待の調査が行われる中停職処分を受け、翌日には辞職した。クラーゲスは元体操選手らによるナサールの性的虐待についての苦情を却下し、黙っているように彼らに圧力をかけた廉で告訴された。訴訟書類によれば、クラーゲスは早ければ1997年には既にナサールの性的虐待に対する申し立てを知っていたものとされる。
2018年1月、ナサールの量刑手続きが行われる中、ミシガン州立大学の体操・ソフトボール・ボート競技・陸上競技といった種目の元選手らが、ナサールの性的虐待についての選手らの申し立てを大学の職員が却下したとする被害者影響報告 (victim impact statement)を陳述した。2018年1月23日、全米大学体育協会は正式にナサールの性的虐待についての申し立ての大学側の取り扱いについて調査を開始した。事件の中で大学が果たすべき役割について反発が強まる中、2018年1月24日にミシガン州下院でアダム・ゼンケ共和党議員が、ルー・アンナ・サイモン学長が辞任しないのであれば大学の運営委員会に彼女の解雇を求めるとする非拘束決議案を提出し、これは圧倒的多数で可決され、彼女はその日のうちに辞任した。